# بيدروسا دي رايو أوربيل
بلدية بيدروسا دي رايو أوربيل (بالإسبانية: Pedrosa de Río Úrbel)‏, هي إحدى بلديات مقاطعة برغش, التي تقع في منطقة قشتالة وليون, والتي تقع في شمال غرب إسبانيا.
يبلغ عدد سكانها 274 نسمة وفقاً لإحصائية سنة (2002).